# École publique pour filles Maharani Gayatri Devi

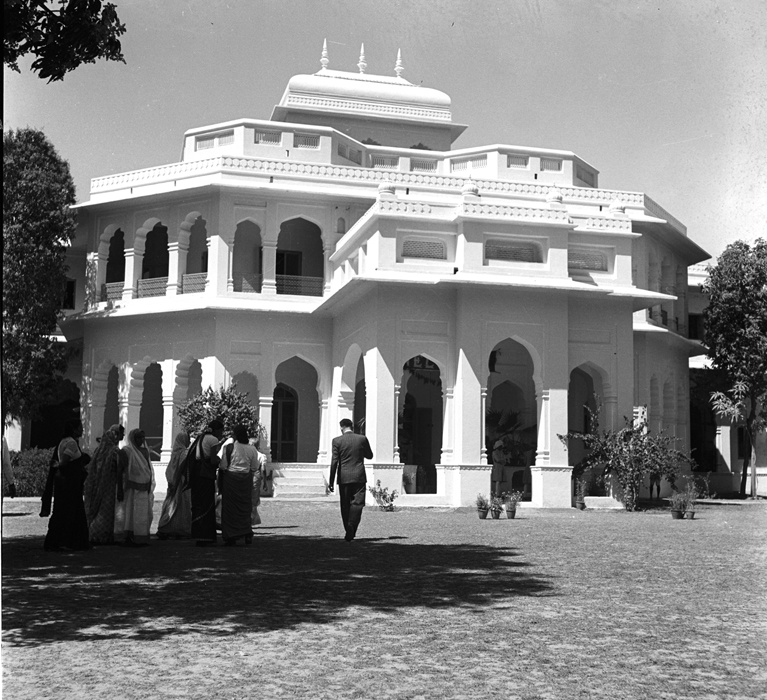
L'école publique pour filles Maharani Gayatri Devi en 1946.

L'école publique pour filles Maharani Gayatri Devi, connue sous l'abréviation MGD, est une école de Jaipur, au Rajasthan (Inde), fondée en 1943 par Son Altesse Rajmata Gayatri Devi. C'est la première école pour filles du Rajasthan.

## Historique
Au cours de l'été 1940, le maharaja de Jaipur, Sawai Man Bahadur Singhji, ramène à Jaipur son épouse la princesse Ayesha Gayatri Devi de Cooch Behar, la fille du maharaja et de la maharani Indira Deviji de Cooch Behar. Sa préoccupation pour l'éducation des femmes de la cour l'amène avec son mari à fonder une école. Bahadur Singhji ordonne au Premier ministre Mirza Ismail (en) et au ministre de l'éducation et des finances, Rao Bahadur Amarnath Atal, d'attribuer des terres et de planifier la construction de l'école. L'école est inaugurée le 12 août 1943 et accueille 24 jeunes filles sous la direction de Lilian G. Lutter. L'école est établie suivant le modèle de l'école publique britannique.